# Emanuel Ledvinka

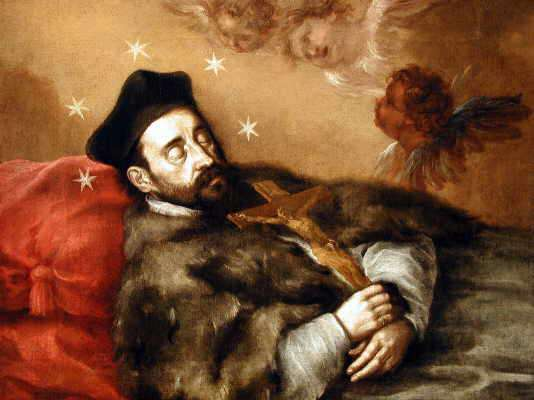
Ledvinkův obraz Vera effigies sv. Jana Nepomuckého

JUDr. Emanuel Ledvinka z Adlerfelsu (též Ledvinka z Orlí skály) byl tajemník českého zemského gubernia. 

## Život
Pocházel ze staropražské rodiny Ledvinků, nobilitované v roce 1706 a usazené na Malé Straně. 
V roce 1790 byl v deputaci českých stavů, poslané do Vídně přivézt zpátky do Čech korunovační klenoty.
Rodina měla v majetku obraz domněle pravé posmrtné podoby sv. Jana Nepomuckého z doby kolem roku 1730. Obraz na konci 18. století posloužil obhájcům Nepomukovy existence, mezi nimiž byl mj. jezuitský historik František Josef Pubička.